# Droits LGBT en Argentine
Les personnes lesbiennes, gay, bisexuelles, et transgenres (LGBT) en Argentine peuvent faire face à des difficultés légales que ne connaissent pas les résidents non-LGBT. L'homosexualité féminine et masculine est légale en Argentine, mais les couples homosexuels et les foyers de même sexe ne bénéficient pas des protections offertes aux couples hétérosexuels.

## L'homosexualité dans les lois
L'homosexualité est légale en Argentine depuis 1887. La majorité sexuelle est de seize ans pour les hétérosexuels et les homosexuels,.

## Histoire
Si les relations homosexuelles entre adultes consentants en privé étaient légales depuis 1887, aucune loi ne protégeait les personnes LGBT et l'opinion publique tenait ces personnes en mépris. 
Au XIXe siècle, les écrits sur l'homosexualité la traitait comme une pathologie médicale, une accusation portée contre les opposants politiques ou une habitude introduite dans le pays par des étrangers. La seule image publique de l'homosexualité était la prostitution urbaine et les lieux de drague. En 1914, une pièce de théâtre sur le thème de l'homosexualité, Los Invertidos, dut s'arrêter, bien que les journaux médicaux soient autorisés à parler d'homosexualité. 
Le harcèlement policier contre les homosexuels semble avoir augmenté après le coup d'état militaire de 1930. Les rapports sur les persécutions policières sous Juan Perón sont vagues et contradictoires. En 1936, l'arrestation de grande ampleur d'hommes homosexuels amena la législation à légaliser et réguler la prostitution hétérosexuelle, de peur que les hommes se tournent vers l'homosexualité en l'absence d'autres choix. D'un autre côté, en 1946, Eva Perón a accordé sa protection à Miguel de Molina, et selon certaines sources, Juan Perón avait ordonné à la police et à l'armée de ne pas se livrer à des agressions envers les homosexuels.
Les premières organisations pour les droits des LGBT sont Nuestro Mundo (1969) et Safo (1972). Ensemble, elles représentaient le Front de libération homosexuelle qui cherchait une alliance avec la gauche politique pour faire avancer les droits civils. Le coup d'état de 1976 a éradiqué ce mouvement et plusieurs de ses membres firent partie des « disparus ». Le retour à la démocratie en 1983 a permis que se recrée un mouvement pour les droits des LGBT. 
Sans reconnaissance officielle jusqu'en 1992, la Comunidad Homosexual Argentina a mené une campagne publique pour les droits des personnes LGBT. Depuis 1987, les droits des femmes homosexuelles et bisexuelles ont été défendus par  Cuadernos de Existencia Lesbiana. Des progrès sociaux et légaux significatifs ont eu lieu dans les années 1990, même si l'affaire Higui en 2016 montre l'existence de tentatives de viols lesbophobes collectifs,,.
Du point de vue légal, deux villes, Buenos Aires et Rosario, ont mis en œuvre une législation qui interdit la discrimination fondée sur l'orientation sexuelle[réf. souhaitée].
En septembre 2024, Mariano Cuneo Libarona (en), ministre de la Justice du gouvernement de Javier Milei, déclenche une polémique par ses propos s'opposant à la défense des femmes et à la diversité.

## Reconnaissance des couples homosexuels

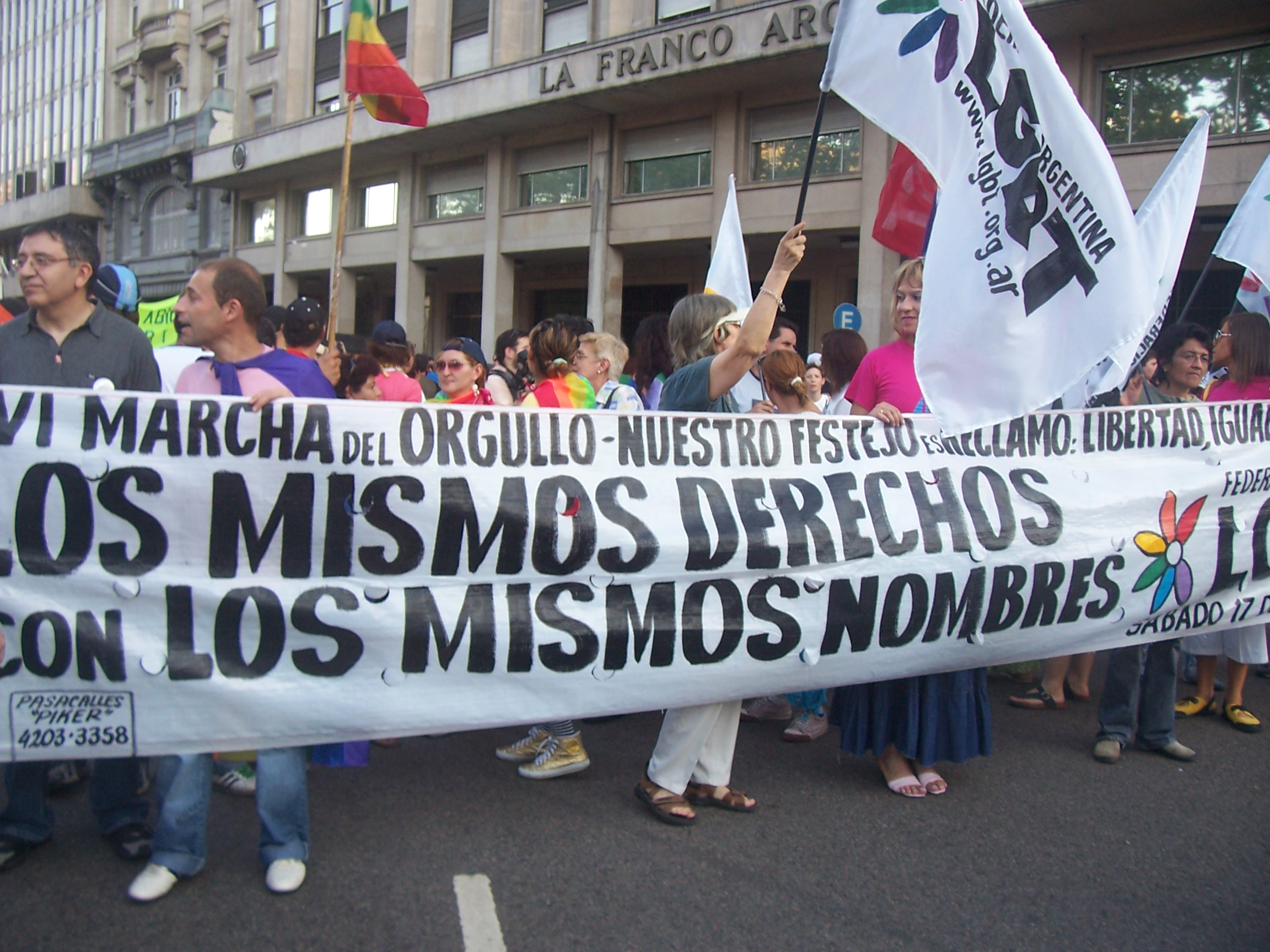
Gay Pride Parade à Buenos Aires en 2007, avec le slogan los mismos derechos con los mismos nombres (les mêmes droits avec les mêmes noms, une revendication pour le mariage homosexuel).

Avant que l'Argentine ne reconnaisse les mariages homosexuels, certaines villes offraient quelques protections aux couples homosexuels.
En appliquant l'institution des unions civiles à Río Negro et dans le district fédéral de Buenos Aires, un juge a ordonné en 2005 que les autorités pénitentiaires de la province de Cordoba accordent des visites conjugales aux prisonniers homosexuels et à leurs compagnons. Le projet de loi fédérale sur les unions homosexuels rencontre cependant la farouche opposition de l'église catholique.
La loi qui autorise l'union civile à Buenos Aires et dans la province de Río Negro a été approuvée en 2003, et dans la ville de Villa Carlos Paz en 2007. Ces unions apportent plusieurs droits et privilèges des couples mariés. Cependant, l'adoption d'enfants n'en fait pas partie. 
Une loi a été présentée au Congrès de l'Argentine le 27 octobre 2009 pour donner aux couples homosexuels tous les droits du mariage. Un sondage publié en 2007 a montré que 75 % des personnes interrogées dans la capitale pensaient que les gays et les lesbiennes devraient avoir le droit de se marier.

### Décision de justice de 2009
En novembre 2009, un juge a décidé que l'interdiction du mariage entre personnes de même sexe était inconstitutionnelle et a autorisé un couple d'hommes à se marier. La décision a été saluée comme une « première juridique » par Reuters qui a ajouté qu'elle « représentait un précédent qui pouvait faire de ce pays catholique le premier en Amérique latine à autoriser le mariage entre personnes de même sexe ».
Le maire de Buenos Aires affirma que le gouvernement ne ferait pas appel de la décision. Un autre juge révoqua cependant la décision, ce qui suspendit le mariage entre les deux hommes. Mais finalement, c'est le 28 décembre 2009 à Ushuaïa qu'a eu lieu la cérémonie du premier couple homosexuel d'Amérique latine. Ils étaient soutenus par la gouverneure de Terre de Feu, Fabiana Ríos (es), qui a signé un décret approuvé le mariage, en se fondant sur la décision de novembre 2009.

### Mariage entre personnes de même sexe
Le mariage homosexuel en Argentine est légal depuis le 22 juillet 2010.

## Lois contre les discriminations
La constitution nationale inclut un paragraphe qui interdit toute discrimination, ce qui fournissait une protection aux personnes LGBT. Mais en 2010, aucune loi ne vise explicitement les discriminations fondées sur l'orientation sexuelle, excepté dans deux villes.
En 2010, la présidente Cristina Fernández de Kirchner a annoncé que les homosexuel(le)s pourraient servir ouvertement dans les forces armées sans discrimination,.

## Personnes transgenres

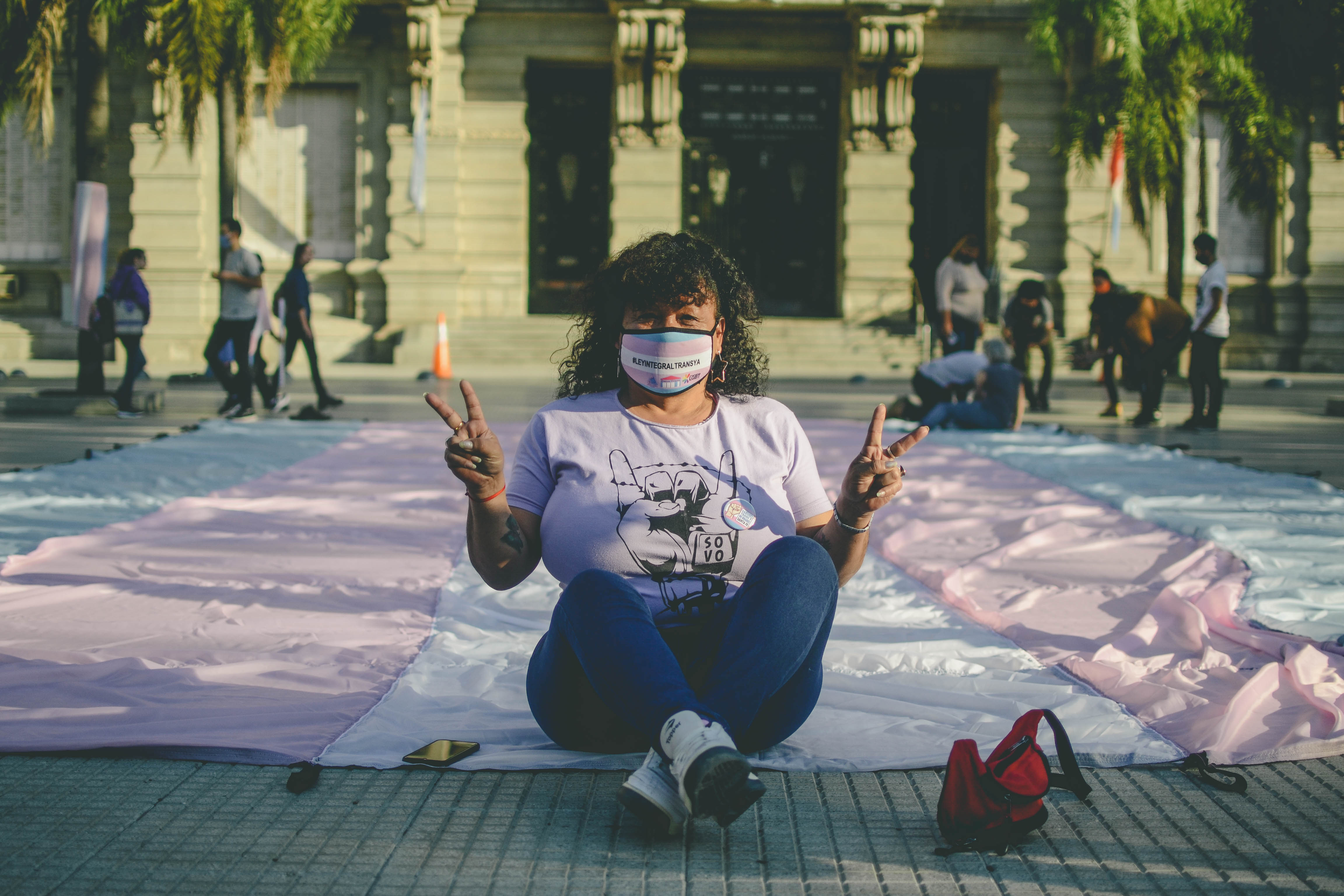
Une personne transgenre à Santa Fe devant un drapeau transgenre lors d'une manifestation en 2021.

Le travestissement est illégal dans certaines villes. Les discriminations et les persécutions liées à l'identité de genre demeurent un problème, même si la communauté transgenre est devenue plus visible et mieux organisée politiquement.
En 1997, Asociación de Lucha por la Identidad Travesti-Transsexual est créée pour défendre les droits des personnes transgenres. L'une de ses premières victoires en 2006 a été l'annulation par la Cour suprême d'une décision de justice qui disait que les personnes transgenres n'avaient pas le droit de s'organiser et de faire campagne pour leurs droits.
En 2007, la Cour suprême a décidé qu'une personne âgée de 17 ans avait le droit de subir une opération de changement de sexe, et le droit de changer ses papiers d'identité afin qu'ils reflètent sa nouvelle identité.  
En 2009, Marcela Romero a obtenu de pouvoir changer d'identité, et un titre honorifique du gouvernement. Elle a été nommée femme de l'année au Congrès. Marcela Romero est l'une des plus ardentes défenseures des droits des personnes transgenres en Argentine.
En mai 2012, le Sénat adopte une loi sur l'identité de genre, permettant à tous les argentins, majeurs ou mineurs (avec le consentement de leur représentant légal), de modifier le genre figurant sur leurs papiers d'identité sans avoir recours à des traitements hormonaux ou une chirurgie de réattribution sexuelle. Le 2 juillet 2012, la présidente de l'Argentine Cristina Fernández de Kirchner a remis les premiers documents d'identité délivrés en vertu de cette loi lors d'une cérémonie officielle au palais présidentiel. Cette loi prévoit également le remboursement des procédures médicales d'une transition de genre. En 2021, une modification de la loi permet d'ajouter une identité non-binaire sur les papiers d'identité.
Le 24 juin 2021, le Sénat argentin adopte une loi imposant un quota de 1 % pour le recrutement de personnes transgenres dans les entreprises et les administrations publiques,.

## Sida/VIH
L'éducation sexuelle complète reste un sujet tabou pour le public argentin. Il est donc difficile de préparer une campagne de prévention qui cible les jeunes, à cause de l'opposition du clergé, des associations familiales et des autorités locales. De même, si l'assurance maladie fait partie des droits de tous les citoyens, elle est moins connue des personnes vivant dans les communautés rurales. La plupart des fonds employés pour l'éducation publique et les traitements proviennent de dons caritatifs privés, d'ONG et d'organisations internationales.